# Yeat
Noah Oliver Smith (Irvine, California, 26 de febrero de 2000), conocido artísticamente como Yeat, es un rapero, cantante, compositor, y productor discográfico estadounidense. Conocido por su sonido experimental, su moda poco convencional con una mezcla de marcas de diseñadores y pasamontañas, y su jerga única que consiste en palabras inventadas.
Yeat saltó a la fama a mediados de 2021 tras el lanzamiento de su mixtape «4L» y su álbum de estudio debut «Up 2 Më», con los temas «Monëy So Big» y «Gët Busy» de este último ganando una considerable popularidad en TikTok. En 2022, lanzó su segundo álbum de estudio, «2 Alivë», y el EP «Lyfë», con ambos proyectos debutando en los diez primeros del Billboard 200. En 2023, lanzó su tercer álbum de estudio, «AftërLyfe», que debutó en el número cuatro en el Billboard 200, y apareció en la canción «IDGAF» de Drake del álbum For All the Dogs; la canción debutó en el número dos en el Billboard Hot 100 y en el número uno en el Global 200. Más tarde lanzó su noveno proyecto y cuarto álbum, «2093». Alcanzando momentáneamente el número 1 en Apple Music, y alcanzando el puesto 24 en las listas oficiales. y «Lyfestyle», ambos proyectos debutando en los dos primeros del Billboard 200, marcando Lyfestyle su primer debut número uno. En 2021 firmó un acuerdo de colaboración con Geffen Records y Field Trip Recordings.

## Biografía

### Primeros años
Noah Olivier Smith nació el 26 de febrero de 2000 en Irvine, California, de madre rumana y padre mexicano-británico-estadounidense. Su abuela paterna es mexicana de la ciudad de Tijuana, México, mientras que su abuelo es un estadounidense de ascendencia británica. Yeat tiene dos hermanos, Luca y Ethan. Yeat pasó su primera infancia en Fullerton, California, antes de que él y su familia se mudaran a Portland, Oregón en su adolescencia asistió al instituto Lakeridge. Tras graduarse, Yeat se trasladó a Nueva York para seguir su carrera musical antes de regresar a Los Ángeles, donde vive actualmente.
A los once años de edad, Smith supuestamente tuvo un encuentro con vida extraterrestre. Yeat afirma que los alienígenas con los que se encontró eran altos y de forma homínida.

## Carrera

### 2015–2021: Principios de carrera
Yeat comenzó su carrera en 2015, originalmente haciendo música con el nombre Lil Yeat, pero los estrenos musicales han sido borrados desde entonces. El 30 de junio de 2018, Yeat hizo su primera aparición en el canal de YouTube Elevator con su tema «Br!nk», con su actual alias. Yeat ha declarado que creó el nombre Yeat después de intentar dar con una palabra que le resulte familiar a la gente. Lanzó su primera mixtape, Deep Blue Strips el 20 de septiembre de 2018. El 21 de febrero de 2019 estrenó el vídeo musical de su tema «Stay Up» en Elevator.

### 2021–2022: Éxito viral, Up 2 Më, y 2 Alivë
Yeat alcanzó el éxito viral en línea a través de plataformas como TikTok a mediados de 2021. Yeat surgió inicialmente a raíz de su mixtape 4L, que se publicó el 11 de junio de 2021. El proyecto 4L incluía especialmente «Sorry Bout That» y «Money Twërk».
En agosto de 2021, lanzó el EP Trëndi que tuvo un mayor éxito con «Mad Bout That» y «Fukit».
Un fragmento de su canción «Gët Busy» se hizo viral en Internet en agosto y atrajo una considerable atención de los medios de comunicación y los fans tras su publicación. La canción fue especialmente citada por los medios de comunicación por su frase: "this song already was turnt but here's a bell", que fue seguida inmediatamente por el repique de campanas de la iglesia. Sus compañeros raperos Drake y Lil Yachty también hicieron referencia a la frase.
El 10 de septiembre de 2021, Yeat lanzó su álbum Up 2 Më a través de un acuerdo de distribución de un álbum con Interscope Records. El álbum recibió una recepción generalmente positiva por parte de los críticos musicales. El 22 de enero de 2022, Up 2 Më debutó en el Billboard 200, alcanzando el número 183. También en enero, Yeat anunció la fecha de lanzamiento de su próximo álbum 2 Alivë para mediados de febrero. Su canción «U Could Tëll» apareció en un episodio del programa Euphoria que se estrenó en febrero. Yeat firmó con Field Trip Records, de Zack Bia, en un acuerdo de colaboración con Geffen Records. El 11 de febrero de 2022 lanzó el sencillo «Still Countin», junto con un vídeo musical dirigido por Cole Bennett. El 18 de febrero de 2022, Yeat lanzó su álbum debut 2 Alivë a través de Field Trip, Twizzy Rich y Geffen Records.
El 22 de enero de 2022, «Up 2 Më» hizo su debut en el Billboard 200, alcanzando inicialmente el número 183 y finalmente alcanzando el número 58. Más tarde ese mismo mes, Yeat bromeó de una fecha de lanzamiento a mediados de febrero para su próximo álbum, «2 Alivë».
El 11 de febrero, el sencillo «Still Countin» fue lanzado junto con un video musical dirigido por Cole Bennett. El 18 de febrero, Yeat lanzó su segundo álbum de estudio, «2 Alivë», a través de Geffen Records, Field Trip Recordings, Listen to the Kids y Twizzy Rich. Debutó y alcanzó el número seis en el Billboard 200, vendiendo alrededor de 36.000 unidades y convirtiéndose en su proyecto más alto en las listas.  El 1 de abril, se lanzó la versión de Deluxe de 2 Alivë, titulada «2 Alivë (Geëk Pack)». El 29 de abril, lanzó «No Handoutz», un sencillo en colaboración con Internet Money Records.
El 28 de junio, Yeat lanzó «Rich Minion», un sencillo que se le encargó crear para un tráiler producido por Lyrical Lemonade para promocionar la película Minions: The Rise of Gru. Después de su lanzamiento, la canción se asoció con GentleMinions, un meme que involucraba a personas que se vestían con atuendos formales y asistían a las proyecciones de la película mientras se proyectaba en las salas de cine durante el verano de 2022.

### 2022–presente: Lyfë, Aftërlyfe, 2093, & LyfëStyle
El 2 de septiembre de 2022, Yeat lanzó «Talk», un sencillo de su EP «Lyfë». El EP en sí fue lanzado una semana después, el 9 de septiembre, debutando y alcanzando el número diez en el Billboard 200. El 21 de octubre, apareció en la canción «I Don't Text Back» del rapero YoungBoy Never Broke Again, una pista incluida en el mixtape de este último «Ma' I Got a Family».
El 24 de febrero de 2023, Yeat lanzó su tercer álbum de estudio, «Aftërlyfe». El álbum incluye una característica de YoungBoy Never Broke Again, además de los alter ego de Yeat, Kranky Kranky y Luh Geeky. Alcanzó el número cuatro en el Billboard 200 y el número uno en la lista álbumes de rap de Billboard. El 3 de mayo, Yeat lanzó el sencillo «Already Rich»; la canción, a menudo conocida con el nombre no oficial de «ard up», se filtró originalmente en 2021 y tuvo un éxito menor en aplicaciones de redes sociales como TikTok. El 26 de mayo, se lanzó el sencillo «My Wrist» con el rapero de Atlanta Young Thug; esta canción, en particular, cuenta con la producción del productor Pi'erre Bourne, conocido por su trabajo con raperos como Playboi Carti, Kanye West, Drake y otros. El 10 de agosto, Yeat lanzó el sencillo «Bigger Then Everything» junto con un video musical dirigido por Cole Bennett. El 6 de octubre, Yeat apareció en la canción de Drake «IDGAF» de su álbum For All the Dogs; la canción debutaría en el número dos en el Billboard Hot 100, convirtiéndose en su primera entrada en la lista de las diez primeras, así como su primer número uno en el Billboard Global 200.
El 16 de febrero de 2024, Yeat lanzó su cuarto álbum de estudio, 2093, con colaboraciones de Lil Wayne y Future, y una aparición especial de Donald Glover en «Power Trip». Esto incluyó dos canciones, una de las cuales fue una muy esperada característica de Drake. 2093 debutó en el número dos en el Billboard 200. Las canciones «Breathe» y «If We Being Real» se abrieron paso como algunas de las canciones que se hicieron virales en las plataformas de redes sociales. Apenas un día después, «2093 (P2)», fue lanzado. Esto incluyó dos canciones más. Un par de días después, «2093 (P3)» se lanzó en exclusiva para descarga digital con 4 canciones más. Glover y Yeat trabajaron de nuevo, con Yeat teniendo una aparición en el álbum de Glover Bando Stone & the New World.
En abril de 2024, Yeat confirmó a través de una historia de Instagram que en 2024 saldrán otros dos álbumes de estudio después de 2093, los álbumes titulados «Lyfestyle» y «A Dangerous Lyfe».
El 18 de octubre de 2024, Yeat lanzó su quinto álbum de estudio, «LyfëStyle», que debutó en el número uno del Billboard 200, consiguiendo su primer debut número uno.

### Estilo musical
Yeat comenzó a hacer música con voces infundidas por Auto-Tune. En 2021, pasó a un estilo que utilizaba «rage beats» Influenciado por las animadas entregas vocales y las selecciones de ritmos influenciadas por el EDM de artistas como Playboi Carti, específicamente en Whole Lotta Red, que se convirtió en un elemento básico de SoundCloud. También adoptó un estilo de rap melódico que ha sido comparado con Playboi Carti, Future y Young Thug. Yeat ha declarado que estos dos últimos son algunas de sus mayores inspiraciones. También citó al rapero estadounidense T-Pain como una de sus mayores influencias mientras crecía, llamándolo «The GOAT of Auto-Tune» El preajuste vocal característico de Yeat se basa en una cadena vocal que le dio su frecuente colaborador y compañero músico Weiland.
También se ha observado que Yeat emplea una jerga única en su música, creando improvisaciones y frases como «twizzy» «krank» y «luh geeky» y a menudo haciendo referencia a Tonka en sus letras. Su padre fue una de las inspiraciones para él creando estas palabras únicas, ya que él mismo inventaría sus propias palabras cuando Yeat era un niño.
Ciertos aspectos de la música de Yeat lo han llevado a asociarse con varios memes y tendencias de Internet, especialmente el uso frecuente de sonidos de campana en su música; un ejemplo es una de sus canciones revelaciones, «Gët Busy» en la que rapea «Esta canción ya estaba girada pero aquí hay una campana» seguida del sonido de las campanas durante el resto de la pista.

## Discografía

### Álbumes de estudio
| Título    | Detalles de álbum | Posiciones de gráfico de la cumbre | Posiciones de gráfico de la cumbre |
| Título    | Detalles de álbum | EE.U                               | CAN                                |
| --------- | --- | ---------------------------------- | ---------------------------------- |
| Up 2 Më   | - Publicado: 10 de septiembre de 2021 - Sello discográfico: TwizzyRich - Formatos: descarga Digital, streaming                                               | 58                                 | 81                                 |
| 2 Alivë   | - Publicado: 18 de febrero de 2022 - Sello discográfico: Field Trip, Geffen, TwizzyRich - Formatos: LP, descarga Digital, streaming                          | 6                                  | 19                                 |
| AftërLyfe | - Publicado: 24 de febrero de 2023 - Sello discográfico: Field Trip, Geffen, TwizzyRich - Formatos: LP, descarga Digital, streaming                          | 4                                  | 5                                  |
| 2093      | - Publicado: 16 de febrero de 2024 - Sello discográfico: Field Trip, Capitol, Lyfestyle Corporation, Twizzy Rich - Formatos: LP, descarga Digital, streaming | 2                                  | 5                                  |
| Lyfestyle | - Publicado: 18 de octubre de 2024 - Sello discográfico: Field Trip, Capitol, Lyfestyle Corporation - Formatos: LP, descarga Digital, streaming              |                                    |                                    |

### Mixtapes
| Título       | Detalles de Mixtape                                                                                                  |
| ------------ | --- |
| Wake Up Call | - Publicado: 9 de enero de 2019 - Sello discográfico: Corte de Corriente - Formato: descarga Digital, streaming      |
| I'm So Me    | - Publicado: 3 de enero de 2020 - Sello discográfico: Mega Música de Millones - Formato: descarga Digital, streaming |
| Alivë        | - Publicado: 2 de abril de 2021 - Sello discográfico: TwizzyRich - Formato: descarga Digital, streaming              |
| 4L           | - Publicado: 10 de junio de 2021 - Sello discográfico: TwizzyRich - Formato: descarga Digital, streaming             |

### EP
| Título             | EP Detalles |
| ------------------ | --- |
| Deep Blue Strips   | - Publicado: 20 de septiembre de 2018 - Sello discográfico: Corte de Stream - Formato: descarga Digital, streaming |
| Different Creature | - Publicado: 18 de julio de 2019 - Sello discográfico: Corte de Stream - Formato: descarga Digital, streaming      |
| We Us              | - Publicado: 18 de abril de 2020 - Sello discográfico: Autopublicado - Formato: descarga Digital                   |
| Hold Ön            | - Publicado: 11 de septiembre de 2020 - Sello discográfico: Autopublicado - Formato: descarga Digital              |
| Trëndi             | - Publicado: 5 de agosto de 2021 - Sello discográfico: Twizzy Rich - Formato: descarga Digital, streaming          |
| Lyfë               | - Publicado: 9 de septiembre de 2022 - Sello discográfico: Twizzy Rich - Formato: descarga Digital, streaming      |

### Sencillos en la lista de éxitos
| Título          | Año  | Posiciones de gráfico de la cumbre | Álbum   |
| Título          | Año  | NZHot                              | Álbum   |
| --------------- | ---- | ---------------------------------- | ------- |
| "Gët Busy"      | 2021 | —                                  | Up 2 Më |
| "Still Countin" | 2022 | 26                                 | 2 Alivë |

### Otras canciones de la lista de éxitos
| Título                     | An o | Posiciones de gráfico de la cumbre | Posiciones de gráfico de la cumbre | Posiciones de gráfico de la cumbre | Posiciones de gráfico de la cumbre | Álbum   |
| Título                     | An o | USBub.                             | USR&B/HH                           | CAN                                | NZHot                              | Álbum   |
| -------------------------- | ---- | ---------------------------------- | ---------------------------------- | ---------------------------------- | ---------------------------------- | ------- |
| "Monëy So Big"             | 2022 | 2                                  | 37                                 | 100                                | —                                  | Up 2 Më |
| "Poppin"                   | 2022 | 91                                 | 35                                 | —                                  | 17                                 | 2 Alivë |
| "Rackz Got Më" (con Gunna) | 2022 | —                                  | 44                                 | —                                  | 38                                 | 2 Alivë |